# رکود بزرگ

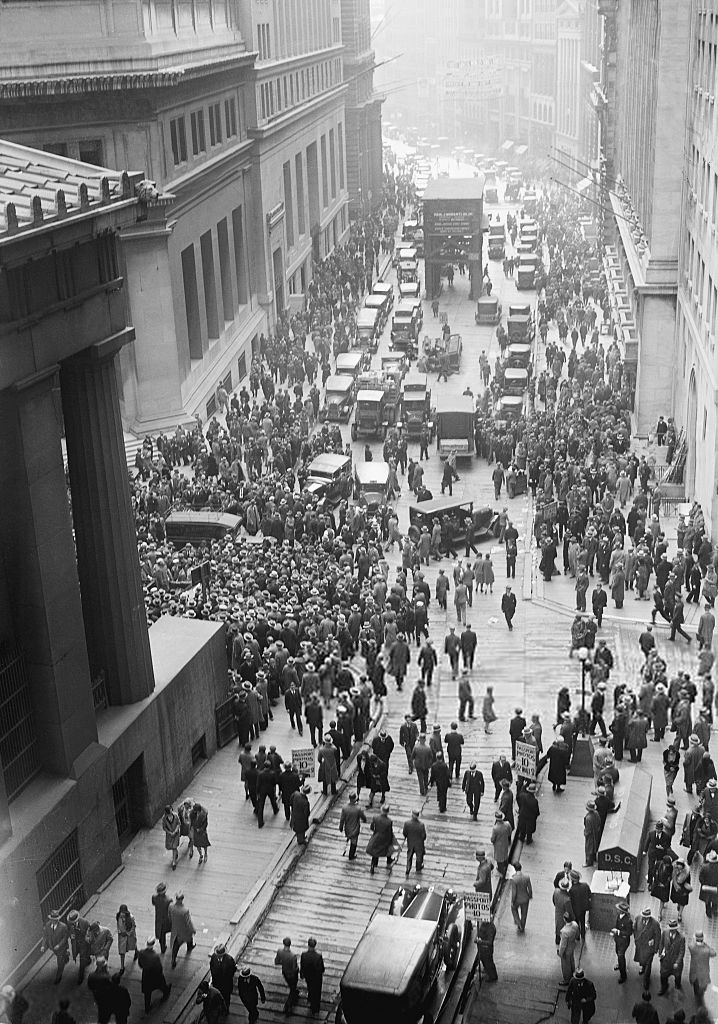
تجمع مردم در وال استریت پس از سقوط بورس در ۱۹۲۹

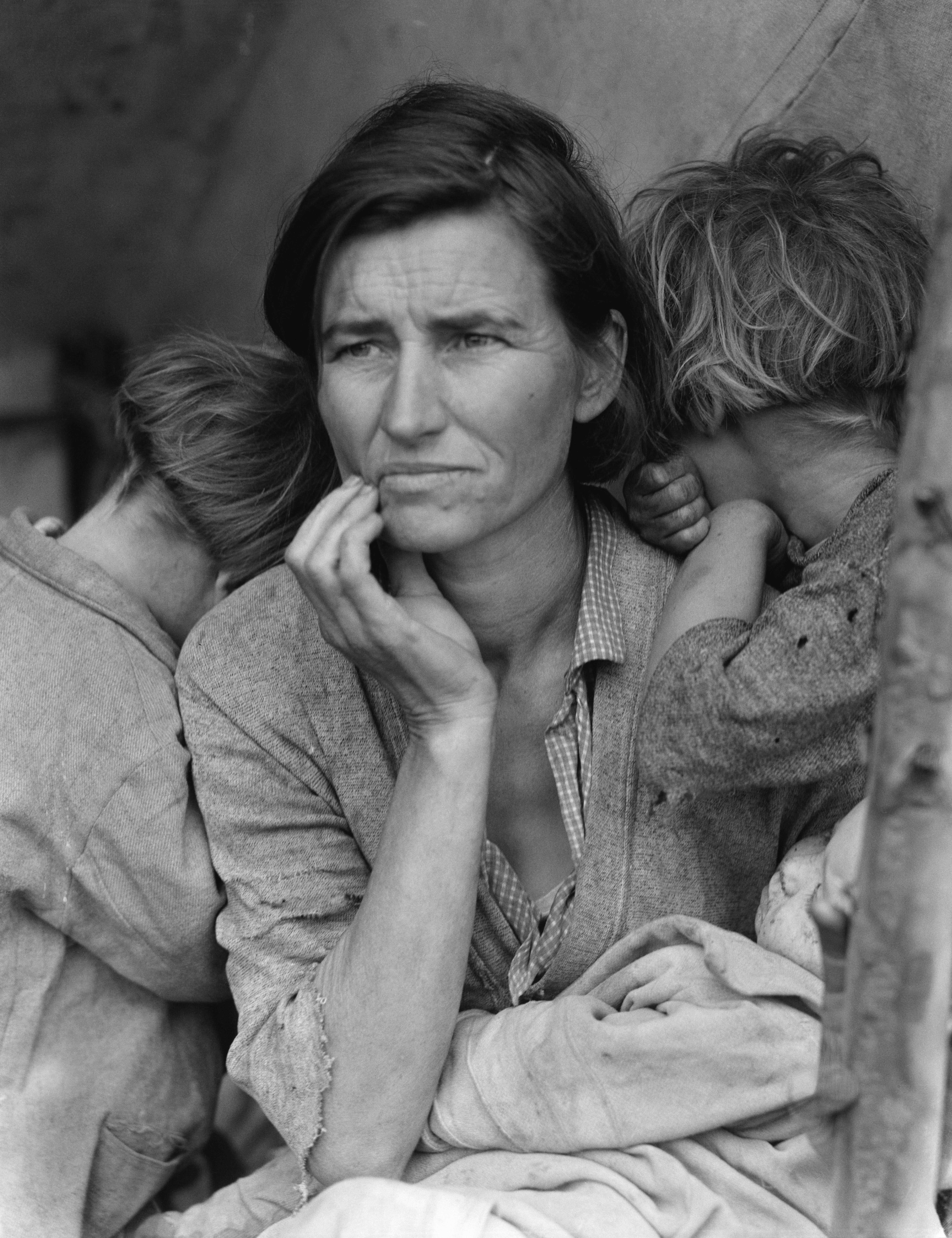
تصویر معروف دوروتا لنگ از مادری کارگر به نام فلورانس اونز تامسون. مادر ۳۲ ساله با هفت فرزند در فقر.

رکود بزرگ به رکود گسترده اقتصادی جهان، یک دهه پیش از آغاز جنگ جهانی دوم گفته می‌شود. آغاز بحران بزرگ در دنیا با نوسان، اما در اغلب کشورهای جهان از سال ۱۹۲۹ و پایان آن اواخر دهه ۱۹۳۰ یا اوایل ۱۹۴۰ بوده‌است. بحران بزرگ را می‌توان عمیق‌ترین، طولانی‌ترین و گسترده‌ترین بحران اقتصادی سده بیستم دانست. در قرن ۲۱ از بحران بزرگ، عموماً به عنوانی مثالی برای اقتصاد جهان که تا چه اندازه می‌تواند تنزل داشته باشد، استفاده می‌شود. این دوران در ایالات متحده آمریکا با کاهش ارزش سهام در تاریخ ۴ سپتامبر ۱۹۲۹ شروع گردید، در تاریخ ۲۹ اکتبر ۱۹۲۹ که سه‌شنبه سیاه نام گرفت، بورس آمریکا سقوط کرد و خبر آن در جهان پیچید. از آن پس طولی نکشید که جریان رکود اقتصادی در تمام کشورهای جهان به سرعت گسترش یافت.
در سال ۱۹۳۳ در آمریکا، نرخ بیکاری به حدود ۲۵ درصد افزایش یافت. صدها هزار نفر از بیکاران با استفاده از قطار به شهرها و ایالت‌های دیگر برای یافتن کار سفر می‌کردند. در کالیفرنیا که بسیاری از بیکاران برای پیدا کردن شغل به این ایالت سفر می‌کردند، برای مدتی ورود شهروندان دیگر مناطق آمریکا توسط مسئولان ایالتی با محدودیت روبرو شده بود.
یکی از دلایل بحران بزرگ اقتصادی در آمریکا عملکرد فدرال رزرو یا بانک مرکزی آمریکا عنوان شده‌است. اقتصاددانان امروزه می‌گویند فدرال رزرو سیاست انقباضی را در سال ۱۹۲۹، درست زمانی که اقتصاد آمریکا وارد رکود می‌شد اتخاذ کرد. فدرال رزرو آن زمان قصد مبارزه با نرخ تورم را داشت. اما به عقیدهٔ گروهی از اقتصاددانان نظیر میلتون فریدمن سیاست انقباضی فدرال رزرو برای کاهش نقدینگی، باعث عمیق‌تر شدن بحران بزرگ اقتصادی در آمریکا شد.
جان مینارد کینز اقتصاددان مطرح بریتانیایی در آن زمان پیشنهاد کرد که دولت‌ها باید برای رهایی از بحران بزرگ، مخارج خود را افزایش دهند. کینز ریشه بحران اقتصادی را نبود تقاضای کافی از سوی مصرف‌کنندگان می‌دانست. او گفت در بحران اقتصادی تنها دولت امکان افزایش تقاضا برای کالا و خدمات را دارد، چرا که هنگام وضعیت بد اقتصادی مردم به دلیل خویی که پیدا می‌کنند، کمتر پول خرج می‌کنند و این باعث کاهش تقاضا، و به دنبال آن کاهش مصرف، و افزایش بیکاری و کاهش تولید ملی می‌شود.

## دلایل رکود بزرگ
مورخان اقتصادی در مورد سلسله رویدادهایی که منجر به رکود بزرگ شد و همچنین وجود رابطه عِلّی میان آن‌ها توافق ندارند. بر اساس یکی از نظریات دلیل وقوع رکود بزرگ در ایالات متحده کاهش مخارج بود که منجر به کاهش تولید در کارخانه‌ها شد و در همین حال بازرگانان متوجه افزایش موجودی‌های انبار خود نبودند. در هنگام رکود دلایل انقباض مخارج کل در ایالات متحده متفاوت بودند، اما به هر صورت رکود به کاهش تقاضای کل وابسته بود. رکود آمریکا از طریق نظام پایه طلا به سایر کشورهای جهان منتقل شد. هرچند، عوامل متعدد دیگری نیز در کشورهای مختلف رکود را تحت تأثیر قرار دادند.

### افت شدید قیمت‌های بازار سهام
همگان معتقدند که کاهش اولیه تولید در ایالات متحده که از تابستان سال ۱۹۲۹ آغاز شد ناشی از سیاست‌های پولی انقباضی آمریکا بود که با هدف محدود نمودن سفته‌بازی بازار سهام اعمال شده بود. فدرال رزرو در ۱۹۲۸ و ۱۹۲۹ نرخ‌های بهره را افزایش داد به امید آنکه سرعت رشد قیمت‌های سهام را آرام سازد. این نرخ‌های بهره بالاتر حساسیت بهره‌ای مخارج در بخش‌هایی مثل ساختمان و اتومبیل را کاهش داد و این خود سبب کاهش تولید شد. قیمت‌های سهام به حدی رسید که پیش‌بینی‌های منطقی از آینده ممکن نبود در نتیجه زمانی که در اکتبر ۱۹۲۹ حوادث متعدد جانبی منجر به کاهش قیمت‌ها شدند سرمایه‌گذاران اعتماد خود را از دست دادند و در نتیجه حباب بازار بورس ترکید. پنجشنبه سیاه ۲۴ اکتبر ۱۹۲۹ از فروش دستپاچه صاحبان سهام آغاز شد. بسیاری از سهام‌ها در قیمت نهایی، با استفاده از وام‌هایی که توسط بخشی از ارزش سهام تأمین می‌شد خریداری شدند. افت‌های مداوم قیمت سهام، برخی از سرمایه‌گذاران را مجبور به نگهداری ذخایر خود به صورت نقد کرد و بنابراین کاهش قیمت‌ها وخیم‌تر شد. میان بالاترین قیمت در سپتامبر و پایین‌ترین قیمت در نوامبر سال ۱۹۲۹ سهام ایالات متحده ۳۳درصد تفاوت بود. افت بازار سهام شدیداً تقاضای کل را در آمریکا کاهش داد. بعد از افت این بازار، خرید مصرف‌کنندگان از کالاهای بادوام و سرمایه‌گذاری‌های تجاری به‌شدت کاهش یافت. اگرچه ثروت ازدست‌رفته در نتیجه کاهش قیمت سهام نسبتاً کم بود، اما افت این بازار با ایجاد احساس فقیرتر شدن در میان افراد، مخارج را نیز کاهش داد. در نتیجه کاهش شدید مخارج مصرف‌کننده و شرکت‌ها، محصول واقعی در ایالات‌متحده در اواخر سال ۱۹۲۹ به سرعت کاهش یافت و این روند در سراسر سال ۱۹۳۰ ادامه یافت؛ بنابراین، درحالی‌که افت شدید بازار سهام و رکود بزرگ دو حادثه کاملاً جداگانه هستند، کاهش قیمت سهام اولین دلیل کاهش تولید و استخدام نیروی کار در ایالت متحده آمریکا بود.

### بحران بانکی و انقباض پولی

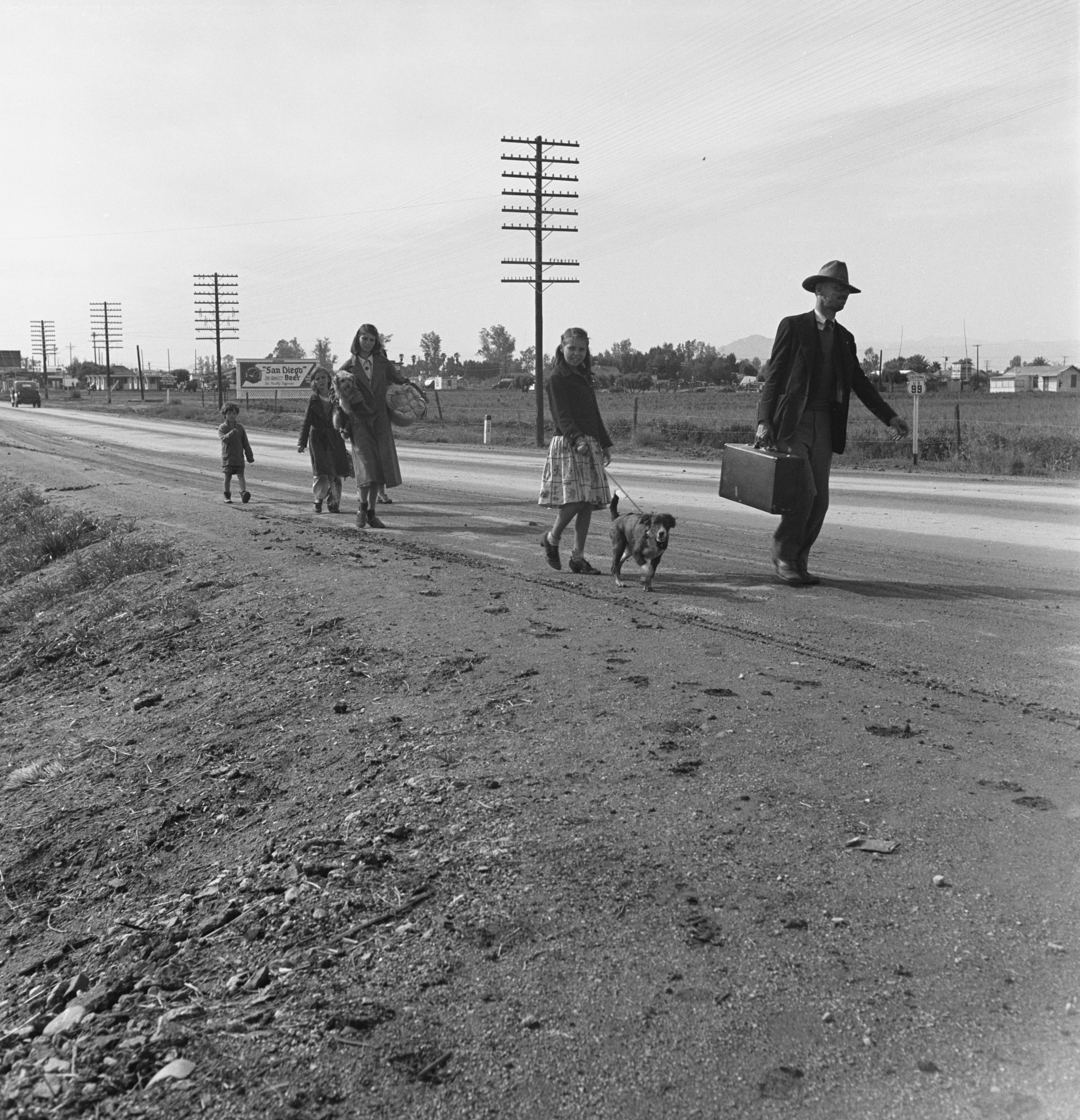
نگاره‌ای به‌سال ۱۹۳۹ میلادی، از یک خانوادهٔ ۵ نفرهٔ آمریکایی که به دلیل رکود بزرگ، بی‌خانمان شدند.

ضربه بعدی به تقاضای کل در رکود ۱۹۳۰ زمانی وارد شد که ایالات متحده با بحران‌های بانکی دست‌وپنجه نرم می‌کرد. بحران بانکی زمانی تشدید شد، که سپرده‌گذاران اعتماد خود را به توانایی پرداخت بدهی توسط بانک‌ها از دست دادند و به‌طور هم‌زمان تقاضای پرداخت سپرده‌های‌شان را نیز داشتند، بانک‌ها که تنها نسبتی از سپرده‌ها را به عنوان ذخیره‌های نقدی نزد خود نگهداری می‌کنند، باید وام‌های خود را به منظور نیاز ملی همه‌جانبه به پول نقد تبدیل می‌کردند. این فرایند سریع نقد کردن پول حتی می‌تواند از قبل باعث شکست بانک‌هایی شود که توانایی پرداخت بدهی خود را ندارند. ایالات متحده در رکود ۱۹۳۰ بحران‌های بانکی گسترده‌ای را تجربه کرد. بهار سال ۱۹۳۱، سقوط سال ۱۹۳۱ و رکود سال ۱۹۳۲. موج آخر این بحران تا زمستان ۱۹۳۳ ادامه داشت و با تعطیلی بانک ملی که تعطیلی آن در ۶ مارس ۱۹۳۳ به وسیلهٔ روزولت اعلام شد، پایان یافت. تعطیلی این بانک موجبات تعطیلی همه بانک‌ها را فراهم آورد. اجازه بازگشایی مجدد بانک‌ها تنها بعد از تأیید قابلیت پرداخت بدهی آن‌ها توسط بازرسان دولتی صادر شد. بحران خسارت شدیدی بر نظام بانکداری آمریکا وارد ساخت، در سال ۱۹۳۳ یک پنجم بانک‌های موجود در ابتدای دهه ۱۹۳۰ تعطیل شده بودند. در عین حال فدرال رزرو تلاش کمی برای جلوگیری از بحران‌های بانکی انجام داد.
مطمئناً بحران با کاهش اعتماد و ایجاد بدبینی وخیم‌تر شد و ناکامی و ورشکستگی بانک‌ها از طریق کاهش پول نقد موجود برای سرمایه‌گذاری مالی، دریافت و پرداخت وام‌ها را نیز مختل کرد. با کاهش در عرضه پول، مصرف‌کنندگان و افراد تجار انتظار رکود در قیمت‌ها را داشتند همچنین انتظار کاهش دستمزدها و قیمت‌ها را در آینده داشتند. به عنوان یک نتیجه حتی اگر نرخ‌های بهره خیلی پایین بودند افراد نمی‌خواستند قرض بگیرند زیرا می‌ترسیدند دستمزدها و سودهای آینده برای پوشش‌های وام ناکافی باشد این دودلی منجر به کاهش در مخارج مصرف‌کننده و سرمایه‌گذاری تجاری شد.

### نظام پایه طلا
برخی اقتصاددان‌ها معتقدند که فدرال رزرو اجازه داد یا باعث شد که عرضه پول آمریکا در جهت محافظت از نظام پایه طلا به شدت کاهش یابد.